# Дискусията на господин Янсен с господин Лагранж
„Дискусията на господин Янсен с господин Лагранж“ (на френски: Discussion de Monsieur Janssen et de Monsieur Lagrange) е френски късометражен документален ням филм от 1895 година на режисьора Луи Люмиер с участието на Пиер-Жул-Сезар Янсен.

## В ролите
- Пиер-Жул-Сезар Янсен[2]